# Субьенте-Лопес
Субьенте-Лопес (исп. Subteniente López) — пограничный посёлок в Мексике, штат Кинтана-Роо, входит в состав муниципалитета Отон-Бланко. Численность населения, по данным переписи 2020 года, составила 2452 человека.

## Общие сведения
До 1930-х годов посёлок назывался Santa Elena, в честь Святой Елены. В 1935 году губернатор Рафаэль Мельгар начал борьбу с именами святых в названиях населённых пунктов, и посёлок был переименован в Subteniente López (с исп. — «младший лейтенант Лопес»).
Он расположен на левом берегу Рио-Ондо, в 8 км к западу от Четумаля, на границе с Белизом, и входит в зону свободной торговли, что привлекает множество жителей юго-восточной Мексики за товарами из Белиза. На противоположной стороне находится белизский посёлок Санта-Элена округа Коросаль.

## Население
| Год  | Численность | Численность |
| ---- | ----------- | ----------- |
| 2000 | 1594        | [ 7 ]       |
| 2005 | 1890        | [ 8 ]       |
| 2010 | 1915        | [ 9 ]       |
| 2020 | 2452        | [ 10 ]      |

## Фотографии
- Церковь в посёлке
- Дорога Четумаль — Субьенте-Лопес
- Пограничная река Ондо